# Rene van der Merwe
Rene van der Merwe (née le 15 juin 1986) est une athlète sud-africaine, spécialiste du saut en hauteur.

## Biographie
Elle remporte la médaille d'or du saut en hauteur lors des Championnats d'Afrique, à Bambous, à Maurice, avec la marque de 1,84 m. Cette même année, elle termine septième de la Coupe du monde des nations d'Athènes.
Son record personnel, établi le 10 juillet 2009 à Belgrade, est de 1,85 m.

### Palmarès
| Date | Compétition                | Lieu    | Résultat | Performance |
| ---- | -------------------------- | ------- | -------- | ----------- |
| 2006 | Championnats d'Afrique     | Bambous | 1re      | 1,84 m      |
| 2006 | Coupe du monde des nations | Athènes | 7e       | 1,83 m      |

### Records
| Épreuve         | Performance | Lieu     | Date            |
| --------------- | ----------- | -------- | --------------- |
| Saut en hauteur | 1,85 m      | Belgrade | 10 juillet 2009 |